# Абориген (фильм)
«Абориген» — советский художественный фильм в жанре драмы, снятый режиссёром Еленой Николаевой по сценарию Юрия Короткова. Премьера — октябрь 1989 года. В СССР фильм посмотрели 1,5 млн зрителей.

## Сюжет
Борис Хромов — подросток из Сургута, пятнадцати лет с трудным характером, ведёт «полудикий» образ жизни. Всё свободное от школы время он проводит в лодке на реке и, как его отец, погибший после развода с его матерью, занимается выловом рыбы, которую сдаёт местной перекупщице. 
Плывя по реке он попадает в место, где проходит тренировка молодёжного яхт-клуба и вступает в конфликт с одним из его старших воспитанников. Тот в грубой форме требует от Борьки, чтобы он не мешал курсантам тренироваться. Борис в ответ совершает навал на его катер, а затем, создавая мотором своей лодки волны, опрокидывает на бок клубные швертботы. Руководитель клуба молодых яхтсменов бросается за ним в погоню на катере, но в итоге врезается в берег из-за хитрых Борькиных манёвров.
Друг отца Юрий Куйбида, который живёт на списанном траулере и промышляет браконьерством, и к которому Борька периодически наведывается в гости, уговаривает его сходить домой и помириться с матерью. Тот соглашается и идёт домой, где у него возникает разговор на повышенных тонах с отчимом — Феликсом, который предлагает Борису продать отцовскую лодку и купить автомобиль. Борис отказывается наотрез, ругается с отчимом и, поздним вечером уйдя из дома, в расстроенных чувствах слоняется по городу и берегу реки, после чего возвращается к отцовскому приятелю. Тот сообщает ему, что на строительный участок теплотрассы приехал стройотряд, знакомый Борьке по прошлому году. Борька едет туда и узнаёт, что стройотряд не тот, который был в прошлом году, но тем не менее заводит со студентами журфака знакомство и договаривается ловить для них рыбу и готовить из неё еду. В благодарность его новые знакомые студенты хотят пригласить в гости Бориса в Москву «прокатить на метро» и «сводить в театр». Далее Борис становится свидетелем и отчасти невольным участником непростых взаимоотношений внутри отряда, впоследствии переросших в открытый конфликт. Командир отряда Олег и его подчинённый Степан влюблены в одну девушку — Алёну, у которой ранее были отношения со Степаном. У Борьки также возникают романтические чувства к Алёне, которой он рассказывает как погиб его отец. 
Возвращаясь от стройотрядовцев, Борис встречается на реке с рыбаками артельщиками, которые выбрасывают выловленную ими рыбу обратно в реку. Он ругается на них и грозит «напустить Колчака» (участкового), но те объясняют ему, что им не доставили вовремя тару, из-за чего им теперь и пришлось выбросить весь улов. Борис берёт у них несколько нельм и муксунов, которые сдаёт перекупщице и на вырученные деньги покупает матери французские духи в подарок на день рождения. Так делал его покойный отец: даже, после развода с его матерью, он каждый год на день её рождения дарил ей цветы и французские духи. Мать, хоть и встречает сына с радостью, но не сообщает гостям о его приходе и жалуется ему, что устала постоянно жить в одиночестве и постоянной разлуке с его отцом, а теперь — с ним самим. Поздним вечером он снова тихо уходит из дома и снова бесцельно слоняется по берегу реки, где встречает четырёх воспитанников яхт-клуба, которые собираются его проучить за его проделки с «Кадетами». Избитый Борька идёт к Юрию, у которого оставил лодку и просит у него ключ от неё, чтобы отомстить своим обидчикам. Юрий, видя его состояние, отказывает и пытается отговорить Борьку от затеи свести счёты, а затем советует закончить школу, но в конце концов отдаёт ему ключ, так как Борька соврал, что едет к стройотрядовцам.
Незаметно, в темноте Борька подбирается к базе яхт-клуба и, во время отдыха курсантов у костра, отвязывает пришвартованные клубные шверботы, один из которых попадает под проходящий по реке буксир. Курсанты бросаются в воду за отшвартованными яхтами, а Борис подзадоривая их кричит им: «Спокойной ночи, лягушатники!».
На рассвете, по пути к стройотряду, Борис встречается на реке с милиционером, который его спрашивает «не видел ли он кого-нибудь из чужих» и просит сообщить если увидит «двух бритых». Приехав к студентам, Борис становится свидетелем спора Олега и Степана, который благодаря вовремя подоспевшему Виктору, едва не перерос в драку. Степан предлагает работать сверхурочно, чтобы заработать побольше. Олег объясняет ему, что бригада физически не сможет работать больше и предлагает Степану коллективную помощь от бригады, что тот воспринимает как личное оскорбление. Далее Степан предлагает Борьке «подзаработать на Москву», занявшись браконьерством осетровой икры. Борис пытается его отговорить от этой опасной затеи и говорит, что достанет деньги. Он едет к Юрию и просить дать денег ему взаймы, но тот отказывает и также предлагает Борьке взять сеть и выйти «на пески» (место нереста и браконьерства осётра). После Юрия Борис натыкается на стоящий на якоре буксир «Тайфун» и просит его капитана взять его на работу юнгой. Капитан выслушивает его, но вынужден отказать и предлагает Борьке приходить, когда он подрастёт и получит паспорт. 
Придя домой, Борька застаёт в гостях тренера яхт-клуба, который жалуется матери и отчиму за его хулиганство на воде и говорит, что не видит другого выхода, как идти в милицию. Мать расстраивается и просит Бориса, чтобы он слушал Феликса. Феликс посылает её в магазин, а когда она уходит сам начинает жаловаться на Борьку тренеру, обвиняя его в том, что Борька угнал его лодку и что платить за него он не будет. Борька вскипает и кричит, что Феликс врёт и что лодка не его. Тренер, видя непростые взаимоотношения в семье и поняв, что Феликс был бы только рад избавиться от такого пасынка, рвёт заявление в милицию, говорит что платить за списанную яхту Феликсу не придётся и уводит Бориса на улицу. На улице он рассказывает Борьке про яхт-клуб, что многие его курсанты из похожих на Борькину неблагополучных семей и только вступление в яхт-клуб спасло многих «от сроков». Между ними завязывается дружба и они вдвоём на Борькиной лодке едут в тот самый яхт-клуб, где тренер знакомит его с его курсантами и представляет его как «бывшего пирата и нового члена клуба», затем предлагает Борису занять место в строю курсантов. Но Борьке не по нраву строевая дисциплина клуба, поэтому он молча покидает его базу, едет к Куйбиде и требует сеть, после чего решается выйти на «пески», захватив Степана. Местные браконьеры поначалу не узнав Борьку не пускают его к месту вылова, но впоследствии признав сообщают ему предупредительный сигнал в случае милицейской облавы на браконьеров. Во время вылова Степан выпрашивает у Борьки бутылку водки и напивается. Звучат два выстрела из ружья — это сигнал об облаве. Борис и Степан вынуждены уходить, но им удалось выловить нескольких осётров и выпотрошить икру из одного. Сбросив улов, они умело уходят от милицейского преследования и под утро возвращаются в лагерь стройотряда. Высадив Степана, Борис едет к Куйбиде, чтобы вернуть сеть и по дороге решает подремонтировать гребной винт, где встречает рыбака, который сообщает Борьке, что его отчим Феликс написал заявление в милицию на угон лодки. Борис прячет в берег реки сеть Куйбиды и возвращается в лагерь стройотряда. Из палатки командира выходит Степан со своим рюкзаком на плече и говорит Борьке: «Поехали». За ним следует Олег и говорит Борьке, что он не будет выяснять, где они были прошлой ночью со Степаном и чья была водка, но даёт понять Борьке, чтобы он больше в лагере не появлялся. Другие студенты возмущены таким отношением к Борису, т.к. он долгое время ловил для них рыбу и готовил им еду, на что Олег спрашивает Борьку: «Сколько мы тебе должны?», но Борис молча отказывается брать деньги и смотрит на Алёну, которая с расстроенным выражением лица молча смотрит на Бориса. Степан торопит Борьку и они вместе уезжают в город. По дороге Степан рассказывает Борьке, что стройотряд, по инициативе Олега, провёл комсомольское собрание, на котором было решено исключить Степана из отряда, а также от обиды плохо отзывается и об Олеге, и об Алёне, чем вызывает у Борьки на себя гнев.
Выбросив за борт рюкзак Степана и вынуждая его самого спрыгнуть в воду, Борька приходит в замешательство, случайно оказавшись в засаде милиции и подразделения ВВ, которую устроили для поимки беглых заключённых. Испугавшись, что облава устроена на него, так как ранее отцовский приятель сообщил ему, что его отчим написал заявление в милицию на угон отцовской лодки, пытается уйти от милицейского преследования и минует расставленные посты. Уйдя от погони, он оказывается в эпицентре облавы и застигнутым врасплох сбежавшими уголовниками. В финальной сцене Борька лежит на берегу без сознания, а двое бандитов отчаливают на его лодке от берега. На заднем плане пробегают милиционеры с собаками и солдаты-автоматчики, а из милицейского мегафона слышится сообщение: «Внимание! Преступники захватили лодку..».

## В ролях
- Владислав Галкин — Борька Хромов
- Александр Негреба — Степан
- Александр Яковлев — браконьер Юра Куйбида
- Надежда Маркина — мать Борьки
- Валерий Баринов — Феликс
- Александр Миронов — тренер
- Жанна Эппле — Алёна
- Олег Штефанко — командир стройотряда
- Виктор Незнанов — Витя
- Олег Демидов — Яша
- Геннадий Матвеев — инспектор рыбнадзора

## Съёмки
Проходили в г. Сургут и его окрестностях на реке Обь.
В сценах с хулиганством Борьки Хромова на «большой воде», где «Пират» топит юношеские швертботы «Кадет», на острове Чёрный, в яхт клубе с участием в массовых сценах его курсантов. Последующая сцена погони катера «Амур» за Борькиной «Казанкой-М» снималась там же.